# 後妻業
『後妻業』（ごさいぎょう）は、黒川博行の小説である。『破門』で直木賞を受賞した後の第1作で、『別冊文藝春秋』2012年3月号から2013年11月号まで連載され、2014年8月30日に文藝春秋から刊行された単行本のタイトルである。

## 概要
黒川と交友のある歌人・道浦母都子の父親に起こった事件をモデルとした、高齢者の遺産を狙った犯罪を題材とする推理小説。実際に発生した関西青酸連続死事件に本書の題名が用いられることがあるが、無関係。
2016年8月に『後妻業の女』のタイトルで映画化された。また、2019年1月22日から同年3月19日までテレビドラマ化されたメディアミックス作品。これらの映像化作品の制作にはいずれも関西テレビ放送（カンテレ）が関わっている（映画は製作委員会メンバーの1社として）。

## 登場人物
武内小夜子
柏木亨
中瀬耕造
中瀬朋美
西木尚子
本多芳則

## 書籍情報
- 単行本：2014年8月30日、文藝春秋、ISBN 978-4-16-390088-9
- 文庫本：2016年6月10日、文春文庫、ISBN 978-4-16-790629-0

## 映画
『後妻業の女』（ごさいぎょうのおんな）のタイトルで、2016年8月27日に公開された。監督・脚本は鶴橋康夫、主演は大竹しのぶ。
製作委員会にはテレビドラマの制作局となるカンテレも含めた在阪民放5局が全て参加した。

### キャスト（映画）
- 武内小夜子 - 大竹しのぶ

これまで複数の男性と結婚し、遺産をせしめてきた「後妻業」。婚活パーティーではお淑やかで家庭的な女性を演じて男性参加者達の心を掴んだ。
- 柏木亨 - 豊川悦司

結婚相談所経営者。
- 中瀬耕造 - 津川雅彦

娘達が成長した事から再婚を考えるようになり、結婚相談所主催のパーティーに参加し小夜子と出会う。
- 中瀬朋美 - 尾野真千子

耕造の娘。小夜子に不信感を抱く。
- 西木尚子 - 長谷川京子

耕造の娘。現在は他家に嫁いでいる。
- 三好繭美 - 水川あさみ
- 岸上博司 - 風間俊介
- 瀬川英子 - 余貴美子
- 武内香代 - ミムラ
- 守屋達朗 - 松尾諭
- 山田孫六 - 笑福亭鶴光
- 杉村理紗 - 樋井明日香
- 奥本幸之助 - 梶原善
- 元木日出夫 - 六平直政
- 津村泰治 - 森本レオ
- 武内宗治郎 - 伊武雅刀
- 樫本長次郎 - 泉谷しげる
- 桜田順 - 柄本明
- 舟山喜春 - 笑福亭鶴瓶[5]

不動産王で資産家。
- 本多芳則 - 永瀬正敏

### スタッフ（映画）
- 原作 - 黒川博行『後妻業』（文藝春秋刊）
- 監督・脚本 - 鶴橋康夫
- 音楽 - 羽岡佳
- 製作 - 市川南
- 共同製作 - 新開恒平、奈良修、横澤良雄、藪下維也、岩村卓、中村理一郎、田中晃、松井清人、髙橋誠、市村友一、吉川英作、宮本直人、加太孝明、東実森夫
- プロデューサー - 秦祐子、臼井央
- ラインプロデューサー - 瀬崎秀人
- プロダクション統括 - 佐藤毅、山内章弘
- 撮影 - 柳島克己
- 照明 - 根本伸一
- 録音 - 赤澤靖大
- 美術 - 愛甲悦子
- 編集 - 山田宏司
- 装飾 - 松田光畝
- 衣装 - 兼子潤子
- ヘアメイク - 中西樹里
- 方言指導 - 豊島美雪
- VFXスーパーバイザー - 大澤宏二郎
- スクリプター - 阿保知香子
- 助監督 - 木ノ本浩平
- 制作担当 - 百々勲
- 音楽プロデューサー - 杉田寿宏
- 配給 - 東宝
- 制作プロダクション - ROBOT
- 製作プロダクション - 東宝映画
- 製作 - 「後妻業の女」製作委員会（東宝、毎日放送、朝日放送、関西テレビ放送、読売テレビ放送、テレビ大阪、電通、WOWOW、文藝春秋、KDDI、朝日新聞社、日本出版販売、GYAO、ROBOT、時事通信社）

### 作品の評価
2016年8月30日、第40回モントリオール世界映画祭・World Greats 部門（非コンペティション部門）にて上映された。上映前には約200人の行列ができ、映画館のスタッフによると、これほどの行列は映画祭始まって以来の状況だった。また第40回日本アカデミー賞 優秀主演女優賞で大竹しのぶが受賞した。

### 関連作品
漫画『後妻業の女』
村上たかしによりコミカライズされ、『ビッグコミックオリジナル』2016年17号（8月20日発売）から、22号（11月5日発売）まで連載された。

## テレビドラマ
2019年1月22日から3月19日までカンテレと共テレ（共同テレビ）の共同制作により、フジテレビ系の「火曜21時枠」で放送された。主演は木村佳乃。同枠でカンテレと共テレが共同制作したのは初。
キャッチコピーは「愛も遺産も、華麗にいただく。」。

### ストーリー（テレビドラマ）
武内小夜子は結婚相談所「ブライダル微祥」の経営者の柏木亨と共に後妻業で荒稼ぎしている女性。ある日小夜子は、柏木の手引きで元教師の中瀬耕造の後妻となり、遺産を手に入れるための段取りを進めていく。
後に耕造は脳梗塞で倒れたことを聞かされた次女の中瀬朋美は、病院まで駆けつけ、そこで耕造の後妻となった小夜子の姿を見て、彼女に対し敵意を剥き出しにする。小夜子のことを怪しむ朋美は、探偵事務所に小夜子の調査依頼をする。事務所にやってきたのは、朋美の大学の先輩で元マル暴刑事の私立探偵本多芳則だった。朋美から小夜子の話を聞いた本多は、小夜子が後妻業であることに感づき、彼女と柏木を追い詰めていく。

### キャスト（テレビドラマ）

#### 主要人物
武内小夜子（たけうち さよこ）
演 - 木村佳乃（幼少期：古川凛）
男を手玉に取る生まれつきの才能の持ち主であり、結婚相談所「ブライダル微祥」の経営者である柏木亨と共に、資産家の老人をターゲットに遺産目的で結婚詐欺を行ういわゆる後妻業を稼業としている女性。今まで3人の男と入籍と除籍を続けてきたほど、後妻業として一流の腕を持つ。高価な宝石やブランド物などの派手なものが大好物の悪女ではあるが、時折ズレた言動をとるなど憎めないところもある。柏木の手引きにより、遺産目的で元教師の中瀬耕造の後妻となる。10年前、かつて交際していた男性の借金の形として風俗店に売られていたところに、柏木から声をかけられて後妻業となった。
柏木亨（かしわぎ とおる）
演 - 高橋克典
結婚相談所「ブライダル微祥」の経営者。だがそれは表向きであり、その正体は何人もの後妻業の女性を雇い入れている首謀者であり、金と女性に目がない。自身の指示を無視して自由奔放に行動する小夜子に対して不満を感じることも少なくないが、彼女の腕は認めており、良き相棒として共に行動している。手に入れた遺産は小夜子と折半している。
中瀬朋美（なかせ ともみ）
演 - 木村多江
中瀬家の次女。知的で負けん気が強いキャリアウーマン。幼少時から野心家であり、高校時代から自立し、東京へ上京して生活している。内縁の夫の佐藤司郎と共に建設設計事務所を経営している。姉の西木尚子から父の耕造が倒れて病院へ搬送されたことを聞き、大阪へ駆けつけたときに、耕造が小夜子と再婚していたことを知り、以降は彼女を敵視している。
本多芳則（ほんだ よしのり）
演 - 伊原剛志
朋美の大学時代のゼミの先輩。現在は私立探偵を経営している。かつては大阪府警のマル暴刑事であったが、借金取りに追われていた母子を助けるために、警察の内部情報をヤクザに流出させたことが知られてしまい、依願退職を余儀なくされた。現在はその母子の生活を支えている。朋美から小夜子のことを聞かされ、彼女のことを後妻業だと確信し、朋美からの調査依頼を受け、小夜子と柏木を追跡していく。

#### ブライダル微祥
黒澤博司（くろさわ ひろし）
演 - 葉山奨之
小夜子の弟。チンピラであり、悪事に手を染め刑務所に服役していたが、最近になって出所してくる。小夜子と柏木が後妻業で荒稼ぎしていることを知り、彼女たちから金をせびっていく。
瀬川頼子（せがわ よりこ）
演 - とよた真帆
小夜子の後妻業仲間。アルコール依存症気味。後妻業を成功させたことが一度も無いほど腕が極めて低く、柏木から呆れられている。

#### 佐藤・中瀬建築設計事務所
佐藤司郎（さとう しろう）
演 - 長谷川朝晴
朋美の内縁の夫。彼女と共同経営している。スタッフと雇った朋美より若く美しい山本絵美里に好意を抱くようになり、朋美との夫婦関係が少しずつ悪化していく。朋美のことを「もっちゃん」と呼んでいる。
山本絵美里（やまもと えみり）
演 - 田中道子
スタッフとして雇われた女性。二級建築士の資格を持っている。負けず嫌いな性格のスタイル抜群で容姿端麗な美女であり、朋美と言い争いになることもある。離婚歴がある。

#### 中瀬家
西木尚子（にしき なおこ）
演 - 濱田マリ
朋美の姉で長女。現在は結婚して西木姓となっており、夫と息子の3人家族で耕造が建てた家で生活している。

中瀬耕造（なかせ こうぞう）
演 - 泉谷しげる
朋美と尚子の父親。かつては教師だった。十数年前に妻を亡くしたのを機に結婚相談所に登録し、二度の再婚歴がある。小夜子の遺産目的の餌食にされ、彼女と関係を持ち、再婚する。娘たちとは長年会っておらず、小夜子と再婚するまでは一人暮らしであった。小夜子とのデートの最中に脳梗塞で倒れ入院し、一時は容態が持ち直すも、彼女に静脈内に空気を注射され、容態が急変し、息を引き取る。

#### その他
三好繭美（みよし まゆみ）
演 - 篠田麻里子
柏木の通いつけのクラブのホステス。柏木に気に入られているが、彼のことを金づるとしか考えていない。
橋口健太郎（はしぐち けんたろう）
演 - 平山祐介
大阪府警の警察官で本多の元部下。小遣い稼ぎのため、彼に警察の内部情報を渡している。
新井欽司（あらい きんじ）
演 - 河本準一
司法書士。柏木の会社のアドバイザーとしての他に、小夜子の後妻業の悪事にも協力している。
奥本（おくもと）
演 - 木下政治
大成銀行支店長。
武内宗次郎（たけうち そうじろう）
演 - 綾田俊樹
小夜子の3番目の夫。
武内香代（たけうち かよ）
演 - 平岩紙
宗次郎の義理の娘。
富樫幹夫（とがし みきお）
演 - 佐藤蛾次郎
大手外食チェーン「うどんのトガジ」会長。現在は認知症を患っており、家族とは疎遠。高級老人ホームに入居している。
笹島雅樹（ささじま まさき）
演 - 麿赤児
田所房代（たどころ ふさよ）
演 - みやなおこ
舟山善春（ふなやま よしはる）
演 - 中条きよし
舟山善宣（ふなやま よしのぶ）
演 - 松尾諭

### スタッフ（テレビドラマ）
通常、共テレはプレーンテキストでは「共同テレビ」もしくは「共同テレビジョン」とクレジットされるが、本作では公式サイトのスタッフリストも含め、プレーンテキストでも原則「共テレ」とクレジットされた（番宣ポスターを除く）。
- 原作 - 黒川博行『後妻業』（文藝春秋刊）
- 脚本 - 関えり香、阿相クミコ
- 演出 - 光野道夫（共テレ）、都築淳一（ベイシス）、木村弥寿彦（カンテレ）
- 音楽 - 眞鍋昭大
- 主題歌 - 宮本浩次「冬の花」[12]
- 企画・プロデュース - 栗原美和子（共テレ）
- プロデュース - 杉浦史明（カンテレ）、萩原 崇（カンテレ）、水野綾子（共テレ）
- 制作 - カンテレ、共テレ

### 放送日程
| 話数                                                                        | 放送日  | サブタイトル                                             | 脚本                | 演出       | 視聴率 |
| --------------------------------------------------------------------------- | ------- | -------------------------------------------------------- | ------------------- | ---------- | ------ |
| 第1話                                                                       | 1月22日 | 最強の悪女が高齢者の遺産を狙う! 愛と欲望渦巻くバトル開幕 | 関えり香 阿相クミコ | 光野道夫   | 8.7%   |
| 第2話                                                                       | 1月29日 | 莫大な遺産を強奪! 悪女が動く運命の夜                     | 関えり香            | 光野道夫   | 6.5%   |
| 第3話                                                                       | 2月05日 | 夫たちの死の真相! 悪女の衝撃告白とは                     | 関えり香            | 都築淳一   | 6.2%   |
| 第4話                                                                       | 2月12日 | 火花散らす正面衝突! 悪女の哀しい過去                     | 関えり香 阿相クミコ | 木村弥寿彦 | 5.9%   |
| 第5話                                                                       | 2月19日 | 第2章突入! 夫婦の修羅場と悪女の逆襲                      | 関えり香            | 光野道夫   | 5.6%   |
| 第6話                                                                       | 2月26日 | 不倫妻決死の反撃! ついに次の殺人決行                     | 関えり香            | 都築淳一   | 5.7%   |
| 第7話                                                                       | 3月05日 | 資産家殺害の真実! ドロ沼不倫妻の決断                     | 関えり香            | 光野道夫   | 6.2%   |
| 第8話                                                                       | 3月12日 | 逆詐欺師からの襲撃! 悪女の涙と大ピンチ                   | 関えり香            | 木村弥寿彦 | 5.7%   |
| 第9話 （最終話）                                                            | 3月19日 | 壮絶なだまし合い! 悪女の大金強奪作戦                     | 関えり香            | 光野道夫   | 5.1%   |
| 平均視聴率 6.2%（視聴率はビデオリサーチ調べ、関東地区・世帯・リアルタイム） |         |                                                          |                     |            |        |

### チェインストーリー
本編終了直後から○.5話として配信され、全話が2019年3月26日までGYAO!で独占配信された。
キャスト
- 1.5話 - 濱田マリ、内場勝則
- 2.5話 - 濱田マリ、内場勝則
- 3.5話 - 伊原剛志、平岩紙、綾田俊樹
- 4.5話 - 葉山奨之、木村佳乃
- 5.5話 - 高橋克典、篠田麻里子
- 6.5話 - 長谷川朝晴、田中道子
- 7.5話 - 篠田麻里子、池上紗理依
- 8.5話 - 木村佳乃、木村多江、松尾淳一郎

スタッフ
- 原作 - 黒川博行『後妻業』（文藝春秋刊）
- 脚本 - 関えり香
- 音楽 - 眞鍋昭大
- 特別協力 - GYAO!
- 企画・プロデュース - 栗原美和子
- プロデュース - 杉浦史明、萩原崇、吉本剛、水野綾子
- 演出 - 紙谷楓、三木茂
- 制作 - カンテレ、共テレ

| カンテレ制作・フジテレビ系 火曜21時枠               | カンテレ制作・フジテレビ系 火曜21時枠 | カンテレ制作・フジテレビ系 火曜21時枠            |
| 前番組                                              | 番組名                                | 次番組                                           |
| --------------------------------------------------- | ------------------------------------- | ------------------------------------------------ |
| 僕らは奇跡でできている （2018年10月9日 - 12月11日） | 後妻業 （2019年1月22日 - 3月19日）    | パーフェクトワールド （2019年4月16日 - 6月25日） |